# 法華曼荼羅
法華曼荼羅（ほっけまんだら）是以圖、梵字、漢字表達佛教法華經世界的一種曼荼羅。

## 密教的法華曼荼羅

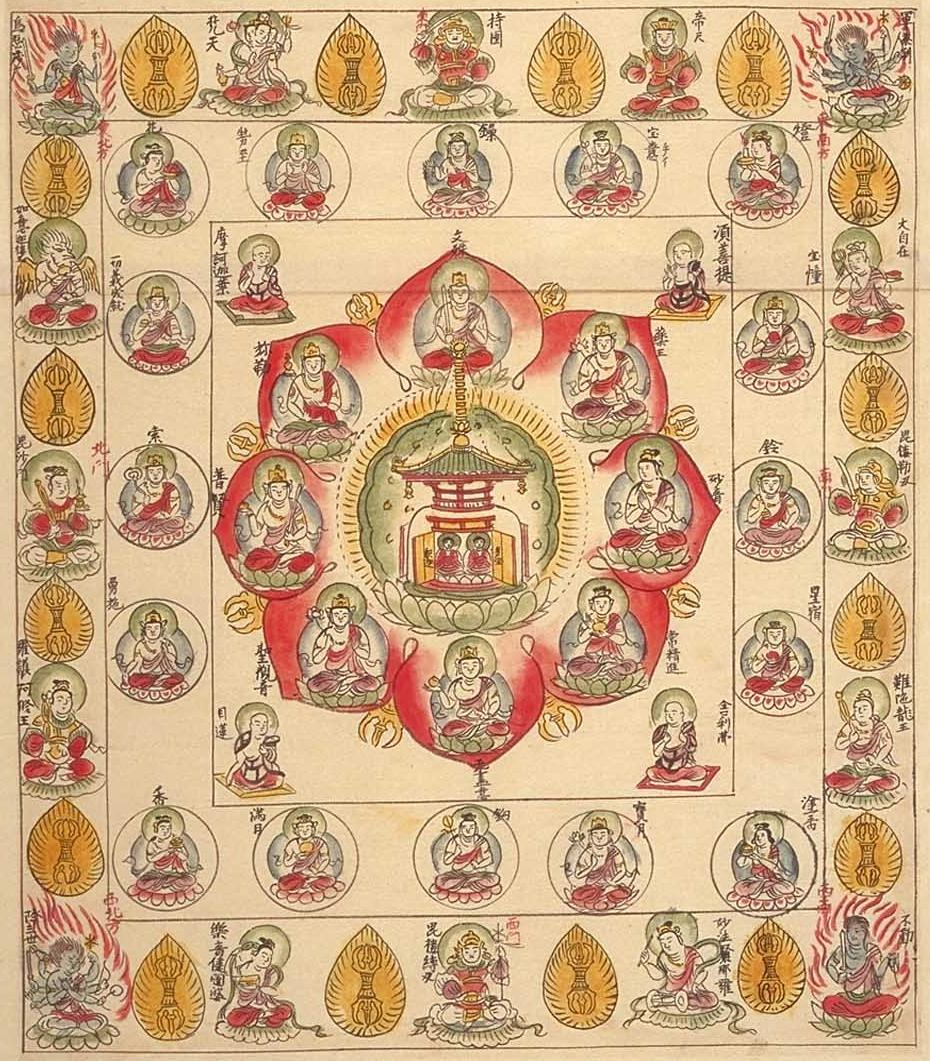
法華曼荼羅（出自惠什・永嚴 著《圖像抄》）

天台宗、真言宗的法華曼荼羅是基於《法華曼荼羅威儀形色法經》所繪製，在該經典中毘盧遮那佛向持金剛祕密手菩薩講授此曼荼羅面門西向（以近門處為西方），分為三重方壇院落，各院之配置如下：
- 內院：
  - 此院中心有八葉蓮華，蓮華上有卒塔婆（佛塔，或「率都婆」，一般以為即多寶塔），多寶如來及釋迦牟尼佛坐於塔中。
  - 八片花瓣：從東北方向右旋轉依序為彌勒菩薩、文殊師利菩薩、藥王菩薩、妙音菩薩、常精進菩薩、無盡意菩薩、觀世音菩薩、普賢菩薩等八位菩薩。
  - 蓮華外四隅：東北摩訶迦葉、東南須菩提、西南舍利弗、西北大目犍連等四位聲聞。

- 第二院：
  - 東門為金剛鎖菩薩（四攝菩薩之一），其北為得大勢菩薩，其南為寶手菩薩。
  - 南門為金剛鈴菩薩（四攝菩薩之一），其東為寶幢菩薩，其西為星宿王菩薩。
  - 西門為金剛鉤菩薩（四攝菩薩之一），其北為滿月菩薩，其南為寶月菩薩。
  - 北門為金剛索菩薩（四攝菩薩之一），其東為一切儀成就菩薩（《圖像鈔》做一切義成就），其西為勇施菩薩。
  - 四隅：東北供養花菩薩、東南供養燈菩薩、西南塗香菩薩、西北燒香菩薩。（外四供養菩薩）

- 第三院：
  - 東門為持國天王（提頭賴吒天王，四大天王之一），其北為大梵天王，其南為天帝釋。
  - 南門為增長天王（毘樓勒叉天王，四大天王之一），其東為大自在天，其西為難陀龍王。
  - 西門為廣目天王（毘樓博叉天王，四大天王之一），其北為樂音乾闥婆王，其南為妙法竪那羅王。
  - 北門為多聞天王（毘沙門天王，四大天王之一）[註 2]，其東為如意伽樓羅王，其西為羅喉阿修羅王。
  - 四隅：東北聖烏芻沙摩金剛、東南聖軍吒利金剛、西南聖不動尊金剛。西北聖除三世金剛。（五大明王其中之四）

《法華曼荼羅威儀形色法經》中亦記載各神佛之形象。

## 日蓮的法華曼荼羅

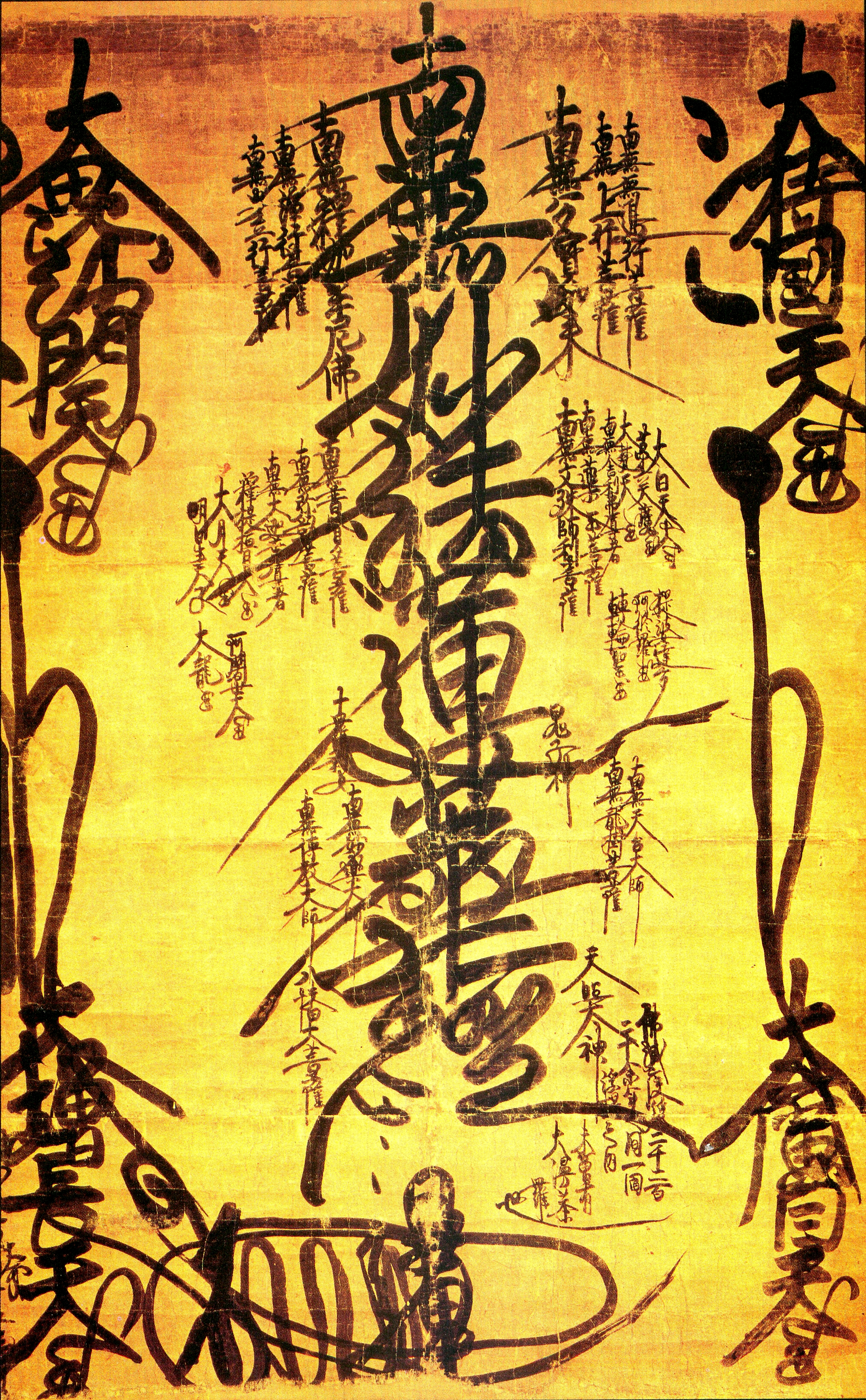
臨滅度時本尊
傳說日蓮臨終時供奉的十界曼荼羅。鎌倉・妙本寺藏

日蓮門下諸派亦有法華曼荼羅，為日蓮對應末法時代書寫，主要以漢字或梵字代表法華經後半十四品（本門）中登場的佛菩薩、聖者、天神的文字曼荼羅。該曼荼羅被敬稱為大曼荼羅御本尊，因配置神佛遍及十界，也稱作十界曼荼羅、十界勸請曼荼羅、日蓮奠定十界曼荼羅、宗祖奠定十界曼荼羅等，又因中央經名延伸出的長線被稱為髭曼荼羅。
日蓮從文永八年（1271年）開始書寫，至今流傳真跡約127幅。
該曼荼羅之配置大致如下：
- 中央：南無妙法蓮華經七字（題目）、日蓮聖人花押。
- 題目右側：多寶如來・上行菩薩・無邊行菩薩・文殊菩薩・藥王菩薩・舍利弗尊者・大梵天王・第六天魔王・大日天王・鬼子母神・轉輪聖王・阿修羅王・提婆達多・龍樹菩薩・天台大師・天照大神等。
- 題目左側：釋迦牟尼佛或釋迦牟尼如來・淨行菩薩・安立行菩薩・普賢菩薩・彌勒菩薩・大迦葉尊者・釋提恒因大王・大月天王・明星天子・十羅刹女・阿闍世王・大龍王・妙樂大師・傳教大師・八幡大菩薩等。
- 曼荼羅右外側：不動明王梵字居中，右上持國天，右下廣目天。
- 曼荼羅左外側：愛染明王梵字居中，左上毘沙門天，左下增長天。

## 註解
1. ↑  本章節主要參考《大正藏‧密教部‧法華曼荼羅威儀形色法經》，經文來源見[1]，部分參考《成就妙法蓮華經王瑜伽觀智儀軌》、《圖像鈔》。
2. ↑  此處《威儀經》原文為：「次於第三重院。東門置持國天王。南門置毘樓勒叉天王。西門置毘樓博叉天王。北門置大梵天王。門南置天帝釋。於南門東置大自在天。門西置難陀龍王。於西門南置妙法竪那羅王。門北置樂音乾闥婆王。於北門西置羅喉阿修羅王。門東置如意伽樓羅王。」其東方北位空缺，且北門由大梵天王守護。然而同經後文記載大梵天王位於東方北位，故依《成就妙法蓮華經王瑜伽觀智儀軌》、《圖像鈔》推斷北門為多聞天王。

## 資料來源
1. ↑  不空譯. . CBETA線上大藏經. 2019-10-17  [2019-12-23]. （原始内容存档于2019-12-23） （中文（臺灣））.
2. ↑  渡辺喜勝. . 《法華の行者日蓮 / 日本の名僧１２》 (東京: 吉川弘文館). 2004: 167–190. ISBN 4642078568 （日语）.

## 關連項目
- 三寶尊
- 多宝塔
- 佐渡始顯本尊
- 臨滅度時本尊

## 外部連結
- 日蓮聖人大曼荼羅一覽 （页面存档备份，存于）
- 日法上人　板曼荼羅